# 黎氏勳緣
黎氏勋缘（?—?），越南阮朝第6任皇帝協和帝阮福昇的夫人。
黎氏勋缘嫁给绍治帝阮福暶第二十九子文朗郡公阮福洪佚。嗣德三十六年（1883年）7月19日，阮福洪佚的二哥嗣德帝死后，嗣德帝的侄子阮福膺禛继位为育德帝。7月23日，阮文祥、尊室说废黜育德帝，改立37岁的阮福洪佚即位，改名阮福昇。黎氏勋缘没有来得及册立名号，阮福昇就被权臣阮文祥废黜，11月29日，阮福昇被毒杀，有11子6女，黎氏勋缘所生子女不详。